# Wissarion Guguschwili

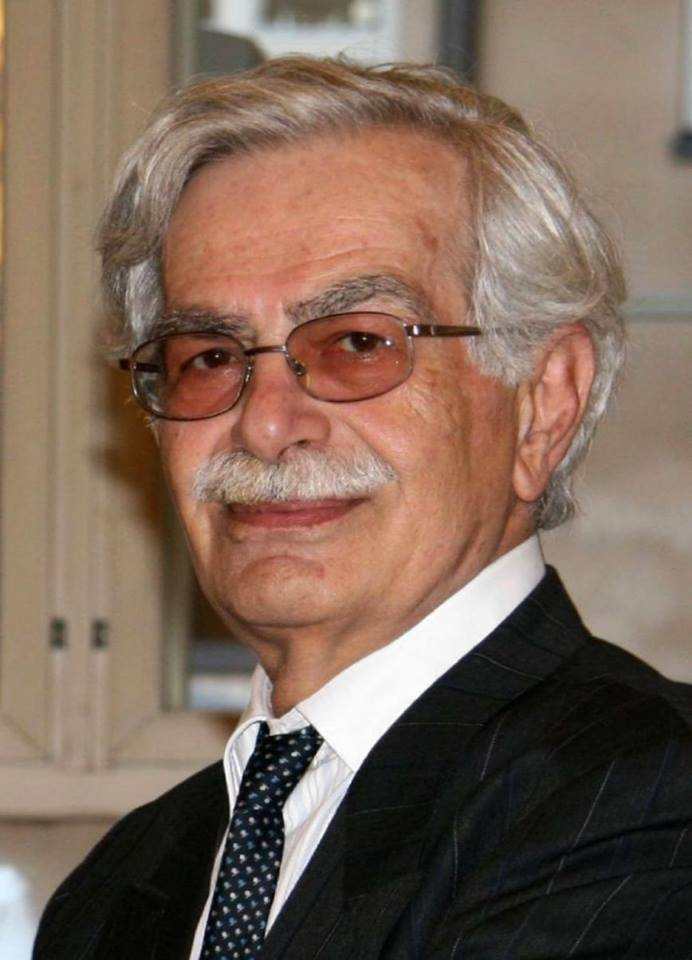
Wissarion Guguschwili

Wissarion Guguschwili (georgisch ბესარიონ გუგუშვილი;  * 6. Mai 1945 in Tbilissi, Georgische SSR, UdSSR) ist ein georgischer Politiker und ehemaliger Staatsmann. Er war einer der führenden Persönlichkeiten der georgischen Unabhängigkeitsbewegung Ende der 1980er-Jahre und Premierminister Georgiens (1991–1992) nach Erlangung der Unabhängigkeit.

## Biographie
Guguschwili ist in die Familie eines Gelehrten hineingeboren. Mitte der 1960er-Jahre studierte er „Orientkunde (Geschichte der Türkei)“ an der Staatlichen Universität Tiflis. 1970 erwarb er einen weiteren Abschluss im Fachgebiet „Englische Sprache und Literatur“ vom Tifliser Institut für Fremdsprachen. 1971 wurde ihm der akademische Grad „Kandidat der Wirtschaftswissenschaften“ verliehen.
Ab 1973 arbeitete Guguschwili in der Akademie der Wissenschaften der Georgischen SSR (heute Georgische Nationale Akademie der Wissenschaften) im Bereich Sozialwissenschaften. Hier stieg er mit der Zeit vom Leiter der Volkswirtschaftsabteilung zum stellvertretenden Direktor des Zentrums für Forschungsförderung auf.
Im Dezember 1990 wurde Guguschwili zum stellvertretenden Kulturminister der Georgischen SSR und im März 1991 zum Präsidenten der Staatlichen Filmgesellschaft der Republik Georgien ernannt.
Mit dem Rücktritt von Tengis Sigua rückte Guguschwili am 26. August 1991 als Premierminister von Georgien an die Spitze der Regierung. Nach dem Militärputsch und dem Sturz von Swiad Gamsachurdia Anfang Januar 1992 floh er aus dem Land und versuchte während des Georgischen Bürgerkrieges (1991–1993) an der Seite von Gamsachurdia die Macht erneut an sich zu reißen. Nach der Ermordung des gestürzten Präsidenten und der Niederschlagung des Aufstandes floh Guguschwili zunächst nach Tschetschenien, wo er zwischen 1992 und 1994 als Wirtschaftsberater von Dschochar Dudajew diente. 1995 ging er über Litauen nach Finnland ins Exil und bekam dort politisches Asyl. Seitdem lebt Guguschwili in der Stadt Vantaa und ist mit der Entwicklung der Computerzeichen für georgische Schriften beschäftigt.
In einem Interview im Juli 2018 äußerte Guguschwili den Wunsch, erneut nach Georgien zurückkehren zu wollen.